# Chetone eugenia
Chetone eugenia är en fjärilsart som beskrevs av Druce 1897. Chetone eugenia ingår i släktet Chetone och familjen björnspinnare. Inga underarter finns listade i Catalogue of Life.